# 皮爾納角
皮爾納角（英語：Pirner Point），是南極洲的海岬，位於南喬治亞群島，處於皇家灣的小莫爾特克港入口處北部，以探險船長命名，該海岬由英國海外領土管轄。